# Nhà thờ Calvin ở Lučenec
Nhà thờ Calvin ở Lučenec (tiếng Slovakia: Kalvínsky kostol v Lučenec) là một nhà thờ tọa lạc ở thành phố Lučenec, vùng Banská Bystrica, Slovakia. Vào ngày 9 tháng 11 năm 1963, nhà thờ này được ghi danh vào Danh sách Di tích Trung ương theo quyết định của Bộ Văn hóa Cộng hòa Slovakia.

## Lịch sử
Nhà thờ Calvin ở Lučenec được xây dựng theo phong cách kiến trúc tân Gothic, dựa trên bản thiết kế của kiến trúc sư Frantz Wieser. Ján Wágner chỉ đạo công việc xây dựng nhà thờ này. Trên địa điểm của nhà thờ, trước đây từng tồn tại một nhà thờ cũ hơn được xây dựng theo phong cách kiến trúc Baroque.

## Miêu tả
Nhà thờ Calvin ở Lučenec là một tòa nhà một gian được xây trên mặt bằng hình đa giác. Nhà thờ này có một tháp chuông. Phần bên ngoài của tòa nhà được chia thành nhiều lối ra vào. Cửa sổ và mái vòm của nhà thờ được thiết kế theo kiểu Gothic. Công việc xây dựng tháp chuông hoàn thành vào những năm 80 của thế kỷ 19. Trên đỉnh tòa tháp chuông cao 64 mét này đặt một con gà có thể quay được để chỉ hướng gió ở Lučenec. Con gà quay này được làm bằng đồng và có đường viền mạ vàng.